# Georgi Kinkladze
Georgi Kinkladze (en géorgien : გიორგი ქინქლაძე), né le 6 juillet 1973 à Tbilissi (RSS de Géorgie), est un footballeur géorgien, qui évolue au poste de milieu offensif entre 1989 et 2007.
Kinkladze signe son premier contrat professionnel avec le FC Mretebi Tbilisi. Il signe ensuite avec le FC Dinamo Tbilissi et remporte trois titres de champion, deux coupe de Géorgie, et est élu joueur de l'année deux fois. Ses performances avec la Géorgie contre le Pays de Galles en 1994 et 1995 le font connaître à l'international, ce qui l'amène à signer avec Manchester City. Son sens du dribble et ses buts spectaculaires font de lui un héros culte pour les supporters du club mancunien, qui le votent meilleur joueur du club à deux occasions. Il reste au club malgré la relégation en First Division, mais le déclin continu du club l'oblige à partir pour l'Ajax Amsterdam après une nouvelle relégation en 1998. Il n'arrive pas à s'intégrer aux Pays-Bas, et retourne en Angleterre l'année suivante en signant avec Derby County, où il va rester quatre ans. Après son départ, il signe pour le club chypriote Anorthosis Famagouste. Il termine sa carrière en 2006 en Russie, au Rubin Kazan.
Kinkladze a marqué huit buts lors de ses cinquante-quatre sélections avec l'équipe de Géorgie entre 1992 et 2005.

## Carrière
- 1989-1991 : FC Mretebi Tbilissi
- 1991-1993 : FC Dinamo Tbilissi
- 1993-1994 : 1.FC Sarrebruck
- 1994 : CA Boca Juniors
- 1994-1995 : FC Dinamo Tbilissi
- 1995-1998 : Manchester City Football Club
- 1998-1999 : Ajax Amsterdam
- 1999-2003 : Derby County Football Club
- 2004-2005 : Anorthosis Famagouste FC
- 2005-2006 : FK Roubine Kazan

## Palmarès

### En équipe nationale
- 54 sélections et 8 buts avec l'équipe de Géorgie entre 1992 et 2005[1].

### Avec le Dinamo Tbilissi
- Vainqueur du Championnat de Géorgie de football en 1992 et 1993.
- Vainqueur de la Coupe de Géorgie de football en 1992 et 1993.

### Avec l'Ajax Amsterdam
- Vainqueur de la Coupe des Pays-Bas de football en 1999.

### Avec l'Anorthosis Famagouste
- Vainqueur du Championnat de Chypre de football en 2005.